# Miroslav Šutej
Miroslav Šutej, född 29 april 1936 Duga Resa i Jugoslavien (nuvarande Kroatien), död 13 maj 2005 i Krapinske Toplice i Kroatien, var en kroatisk konstnär och grafiker. 

## Biografi
Šutej växte upp i Duga Resa där han genomförde grundskolan. Han genomgick gymnasiala studier i Zagreb där han senare även genomgick konststudier vid Universitetet i Zagrebs konstakademi. Efter examen år 1961 arbetade han med konstnären Krsto Hegedušić. Från år 1978 arbetade han som professor vid Zagrebs konstakademi. År 1997 blev han medlem av Kroatiska konst- och vetenskapsakademien.

## Verk
Miroslav Šutej är främst känd för att ha formgivit Kroatiens statsvapen i sitt senaste utförande som antogs år 1990. Han har också gjort motiven på sedlarna för den kroatiska valutan kuna.